# دشتک (افغانستان)
دشتک یک منطقهٔ مسکونی در افغانستان است که در ولایت بامیان واقع شده‌است.